# Джейлан, Эбру
Эбру Джейлан (тур. Ebru Ceylan, урождённая Япыджи (Yapıcı), род. 1976, Анкара) — турецкий фотограф, актриса, сценарист и арт-директор. Она замужем за коллегой Нури Бильге Джейланом.
Эбру Япыджи родилась в Анкаре. Изучала кино и телевидение в Университете Мармара и Университете изящных искусств имени Мимара Синана. Пара Джейлан вместе снялись в фильме 2006 года «Времена года», который они также написали в соавторстве, и начали совместную работу над сценариями, результатом стали работы «Три обезьяны» (2008), «Однажды в Анатолии» (2011) и «Зимняя спячка», получивший Золотую пальмовую ветвь (2014).
Нури Бильге описал их писательские отношения, сказав: «Поскольку она моя жена, она имеет право говорить что угодно. Мы действительно много ругаемся, иногда до утра, но это очень полезно». За «Зимнюю спячку» Эбру была номинирована на премию Европейской киноакадемии как лучший сценарист.
Эбру прерывала своё писательское сотрудничество с Нури Бильге, но потом они вновь стали писать вместе, результатом стали сценарии для «Дикой груши» (2018) и «О сухой траве» (2023).